# Цна (притока Свислача)
Цна (блр. Цна; рус. Цна) река је у Републици Белорусији која протиче преко територија Минске области и града Минска. Лева је притока реке Свислач и део басена реке Дњепар и Црног мора.
Укупна дужина водотока је 14 km, док је површина сливног подручја око 70 km². Како целим својим током протиче кроз густо насељена подручја, као последица урбанистичких радова долази до честих промена њеног корита. У њеном басену на североистоку Минска налази се вештачко Цњанско језеро.